# ساختمان جنرال الکتریک
ساختمان جنرال الکتریک که با نام شماره ۵۷۰ خیابان لکسینگتون نیز شناخته می‌شود، یک سازه تاریخی ۵۰ طبقه، با ارتفاع ۶۴۰ فوت (۲۰۰ متر) و آسمان خراشی بلند در میدتاون منهتن، شهر نیویورک، در گوشه جنوب غربی خیابان لکسینگتون و خیابان ۵۱ قرار دارد. این ساختمان در ابتدا با نام ساختمان ویکتور آرسی‌وی شناخته می‌شد، در سال 1931 توسط جان دابلیو. کراس از شرکت کراس اند کراس طراحی شد و گاهی با آدرس آن شناخته می‌شود تا از سردرگمی به دلیل تغییر نام پرهیز شود.
در سال ۱۹۸۵، این بنا به عنوان یک چشم‌انداز شهری نیویورک تعیین شده‌است و نام آن در ۲۸ ژانویه ۲۰۰۴ به لیست ثبت ملی مکانهای تاریخی اضافه شد. این ساختمان ۹۹مین ساختمان بلند در نیویورک است.

## تصاویر

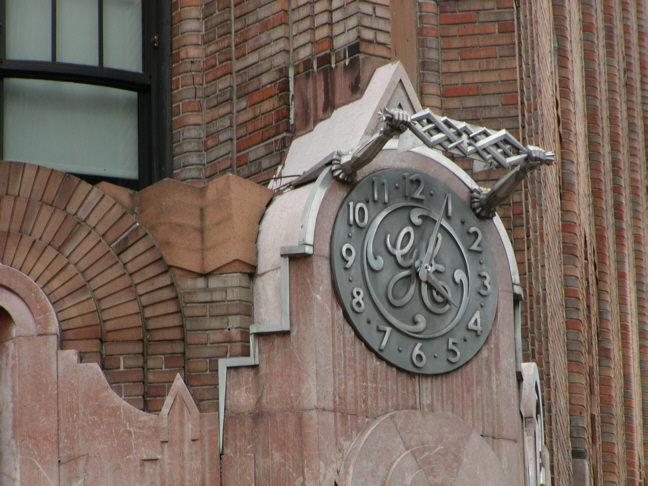
ساعت "جنرال الکتریک" بالاتر از ورودی اصلی (۲۰۰۵)
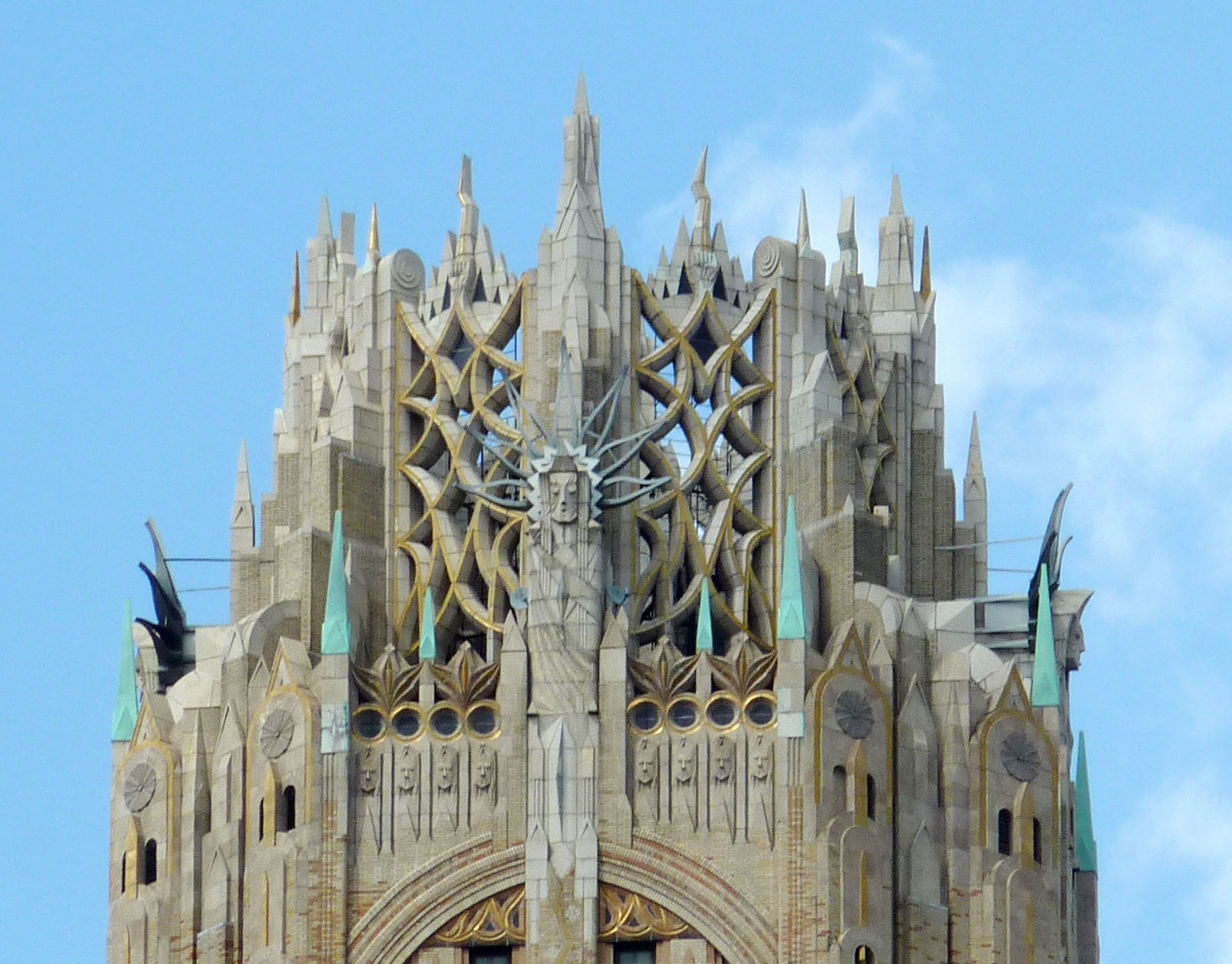
تاج بنا با طراحی "امواج الکتریکی" (۲۰۱۳)
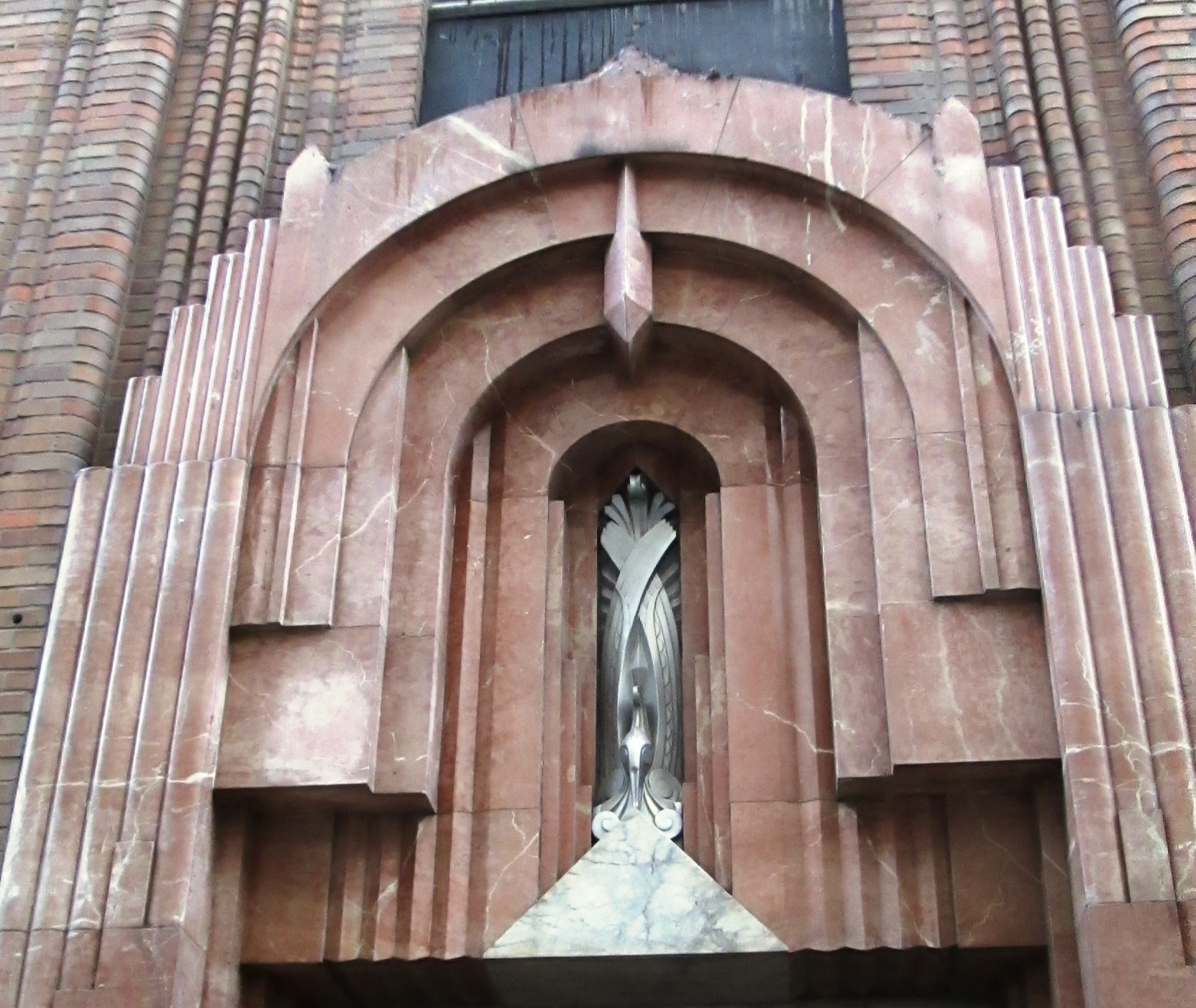
دکوراسیون بالای ورودی در خیابان ۵1 (2017)
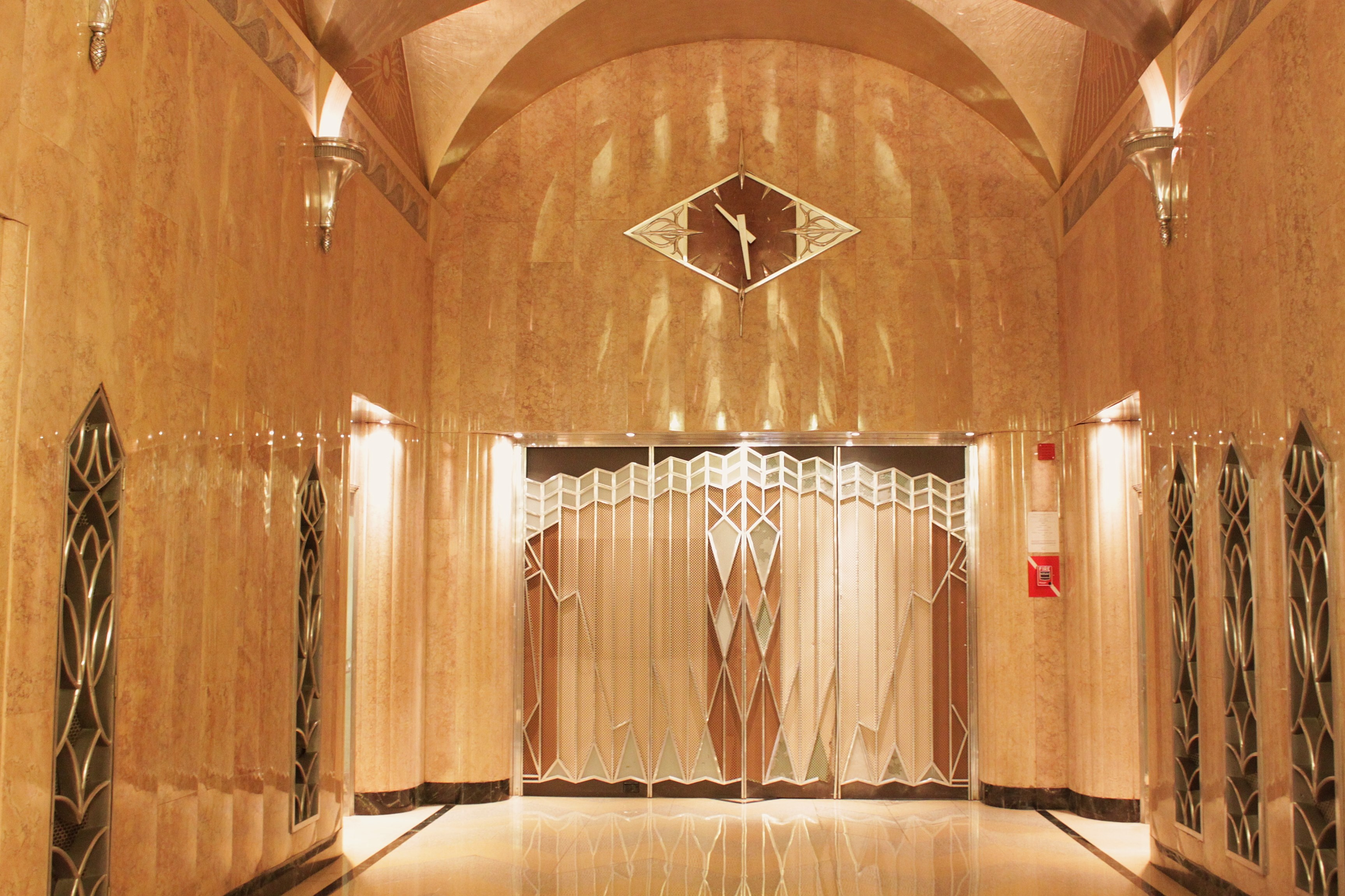
بخشی از لابی ساختمان (۲۰۱۵)
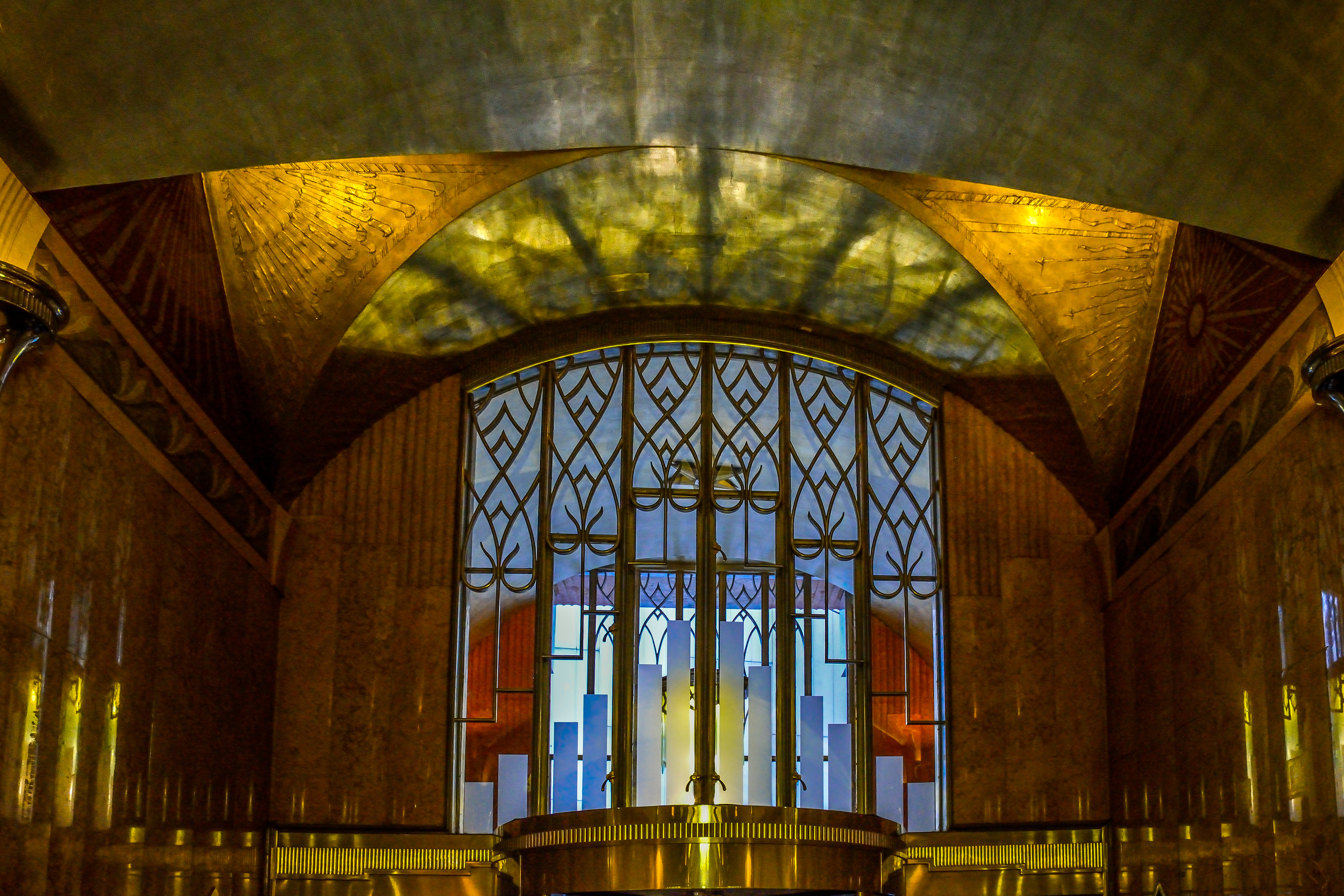
بخش دیگری از لابی (۲۰۱۵)
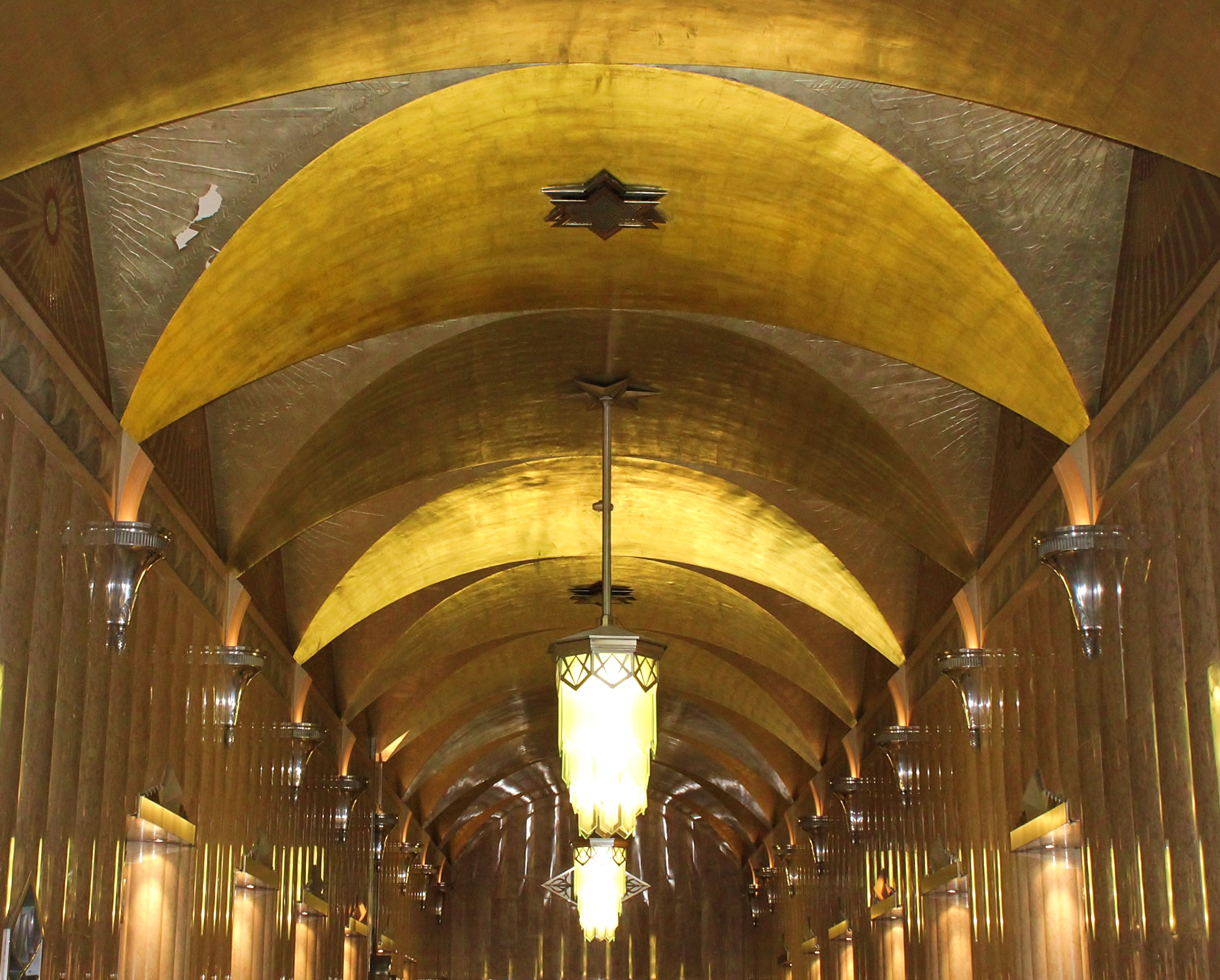
سقف لابی (۲۰۱۵)